# Överarm

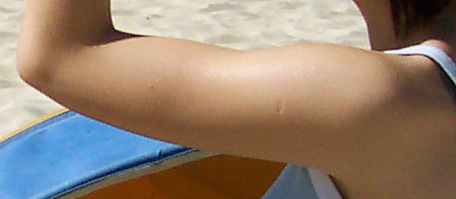
Överarm

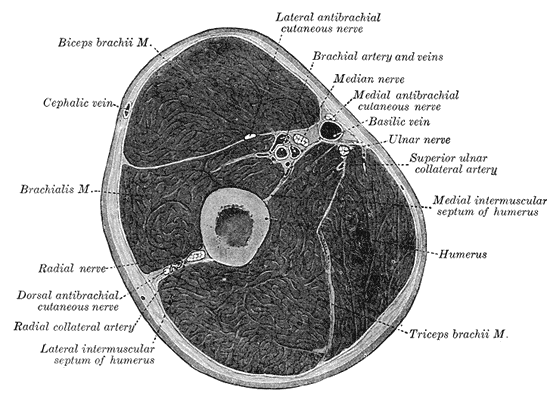
Snitt genom överarmens mitt.
Bild: Gray's Anatomy, 1918. (PD)

Överarm (latin: brachium) är i människans kropp det första segmentet i den övre extremiteten. Överarmen avgränsas upptill (proximalt) av axeln eller skuldran och nedtill (distalt) av armbågen och underarmen. Överarmens muskulatur fäster i dess enda ben överarmsbenet (humerus).
Överarmens muskler kan uppdelas i armbågsledens flexormuskler på överarmens framsida och extensormuskler på överarmens baksida. Bland de viktigaste skelettmusklerna i den förra gruppen ingår m. biceps brachii, m. coracobrachialis och m. brachialis och i den senare m triceps brachii
Överarmens två muskelgrupper avskiljs av två septum (septum intermusculare mediale och laterale) och omges av fascia brachii. Den främre muskelgruppen kan uppdelas i ett djupt muskellager och ett ytligt. M. biceps brachii och m. coracobrachialis tillhör de ytliga musklerna och m. brachialis de djupa. 
De båda muskelgrupperna kallas varandras antagonister. M. biceps brachiis synergist är m. brachioradialis.